# Étinehem-Méricourt
Étinehem-Méricourt [etinɑ̃ meʁikuʁ] est une commune nouvelle située dans le département de la Somme, en région Hauts-de-France, créée 1er janvier 2017.

## Géographie

### Localisation
Les deux communes déléguées sont bordées par la vallée de la Somme. Elles ne sont séparées que par 5 km de voirie mais les liens restent à parfaire.

### Hydrographie

#### Réseau hydrographique
La commune est située dans le bassin Artois-Picardie. Elle est drainée par la Somme canalisée, l'Etang Varice, le bras de décharge rd ecl 12 Méricourt conf canal de la Somme à la vanne du bras de décharge, le fleuve la Somme et divers autres petits cours d'eau.
Le canal de la Somme, construit entre 1770 et 1827, et mis au gabarit Freycinet en 1880, est long 170 km. Il débute à Saint-Simon où il touche au canal de Saint-Quentin et débouche dans la baie de Somme.

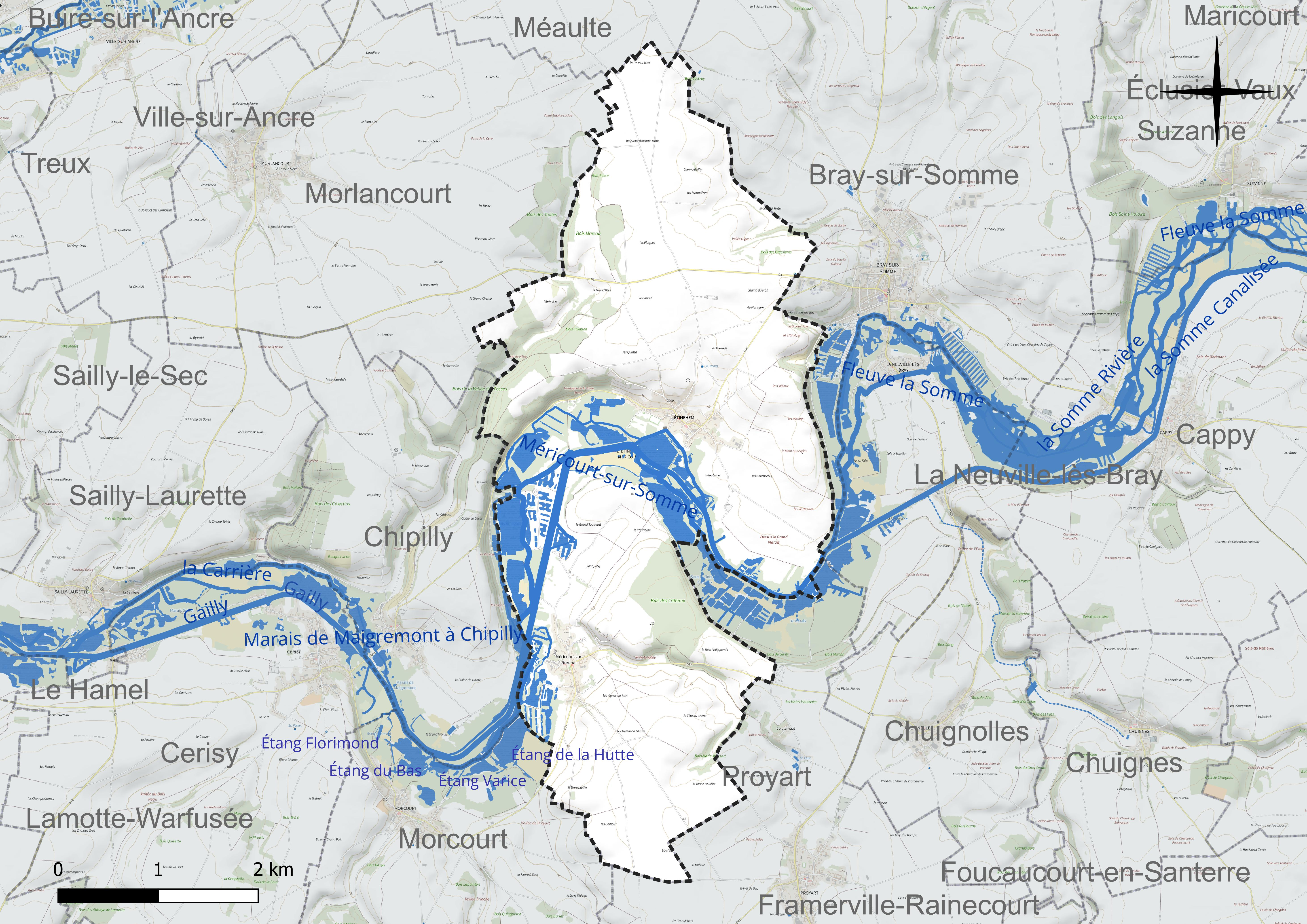
Réseau hydrographique d'Étinehem-Méricourt.

#### Gestion et qualité des eaux
Le territoire communal est couvert par le schéma d'aménagement et de gestion des eaux (SAGE) « Haute Somme ». Ce document de planification concerne un territoire de 1 798 km2 de superficie, délimité par le bassin versant de la Haute Somme est constitué d'un réseau hydrographique complexe de cours d'eau, de marais, d'étangs et de canaux. Le périmètre a été arrêté le 21 avril 2006 et le SAGE proprement dit a été approuvé le 15 juin 2017. La structure porteuse de l'élaboration et de la mise en œuvre est le syndicat mixte d'aménagement hydraulique du bassin versant de la Somme (AMEVA).
La qualité des cours d'eau peut être consultée sur un site dédié géré par les agences de l'eau et l'Agence française pour la biodiversité.

### Climat
Pour des articles plus généraux, voir Climat des Hauts-de-France et Climat de la Somme.
En 2010, le climat de la commune est de type climat océanique dégradé des plaines du Centre et du Nord, selon une étude du CNRS s'appuyant sur une série de données couvrant la période 1971-2000. En 2020, Météo-France publie une typologie des climats de la France métropolitaine dans laquelle la commune est exposée à un climat océanique et est dans la région climatique Nord-est du bassin Parisien, caractérisée par un ensoleillement médiocre, une pluviométrie moyenne régulièrement répartie au cours de l'année et un hiver froid (3 °C).
Pour la période 1971-2000, la température annuelle moyenne est de 10,7 °C, avec une amplitude thermique annuelle de 14 °C. Le cumul annuel moyen de précipitations est de 703 mm, avec 12,2 jours de précipitations en janvier et 8,6 jours en juillet. Pour la période 1991-2020, la température moyenne annuelle observée sur la station météorologique la plus proche, située sur la commune de Méaulte à 6 km à vol d'oiseau, est de 10,7 °C et le cumul annuel moyen de précipitations est de 730,3 mm,. Pour l'avenir, les paramètres climatiques de la commune estimés pour 2050 selon différents scénarios d'émission de gaz à effet de serre sont consultables sur un site dédié publié par Météo-France en novembre 2022.

## Urbanisme

### Typologie
Au 1er janvier 2024, Étinehem-Méricourt est catégorisée commune rurale à habitat dispersé, selon la nouvelle grille communale de densité à sept niveaux définie par l'Insee en 2022.
Elle est située hors unité urbaine. Par ailleurs la commune fait partie de l'aire d'attraction d'Amiens, dont elle est une commune de la couronne,. Cette aire, qui regroupe 369 communes, est catégorisée dans les aires de 200 000 à moins de 700 000 habitants,.

## Toponymie
Étinehem est attesté sous les formes Stephani Hamus… ; Tegeri-Hamus en 980 ; Aitenhem en 1158 ; Aitineham en 1174 ; Itaincham et Itincham en 1240 ; Estinehan en 1246 ; Athineham en 1266 ; Hestinehan en 1282 ; Etinehan en 1285 ; Esthinean en 1294 ; Estineham en 1301 ; Estinehem en 1345 ; Ethinnehem en 1547 ; Estimehen — Grand et petit en 1567; Attinghem en 1579 ; Attingen en 1607 ; Etinhen en 1638 ; Estinaut prope Bray…  ; Elvichan en 1648 ; Estinchen (grand et petit) en 1696 ; Etinchen en 1701 ; Etinehem en 1705 ; Estincheu en 1761 ; Estinchem en 1764 ; Estinchum — Estinchem le grand et le petit en 1764 ; Estinchen en 1784 ; Etinchem en 1801.
Méricourt est attesté sous les formes Mericurt en 1108 ; Merincurt en 1108 ; Morincort en 1133 ; Mairicurt en 1174 ; Mairicort entre 1156 et 1178 ; Mairicourt en 1190 ; Merincuria en 1202 ; Merincort en 1225 ; Merincourt en 1236 ; Merincurt super Summan en 1263 ; Mericourt en 1292 ; Méricourt-sur-Somme en 1567.

## Histoire
La commune est née du regroupement des communes d'Étinehem et de Méricourt-sur-Somme, qui deviennent des communes déléguées de la commune nouvelle, le 1er janvier 2017. Son chef-lieu se situe à Étinehem.

## Politique et administration

### Liste des communes déléguées
| Nom                 | Code Insee | Intercommunalité         | Superficie (km2) | Population (dernière pop. légale) | Densité (hab./km2) |
| ------------------- | ---------- | ------------------------ | ---------------- | --------------------------------- | ------------------ |
| Étinehem (siège)    | 80295      | CC du Pays du Coquelicot | 11,08            | 379 (2014)                        | 34                 |
| Méricourt-sur-Somme | 80532      | CC du Pays du Coquelicot | 7,14             | 213 (2014)                        | 30                 |

### Liste des maires
| Période      | Période                        | Identité          | Étiquette | Qualité |
| ------------ | ------------------------------ | ----------------- | --------- | --- |
| janvier 2017 | En cours (au 10 novembre 2020) | Franck Beauvarlet | UDI       | Brigadier-chef dans la police nationale Maire de Méricourt-sur-Somme (2001 → 2016) Conseiller départemental d'Albert (2015 → ) Vice-président du conseil départemental de la Somme (2015 → ) Vice-président de la CA du Pays du Coquelicot (2020 → ) Réélu pour le mandat 2020-2026 |

### Politique environnementale
L'embellissement d'Étinehem sera poursuivi pour que Méricourt conserve sa seconde fleur au concours de villes et villages fleuris.
Une réserve ornithologique de 150 hectares est prévue, agrémentée d'un parcours de 5 km.

## Population et société

### Démographie
| 1968 | 1975 | 1982 | 1990 | 1999 | 2006 | 2011 | 2016 |
| ---- | ---- | ---- | ---- | ---- | ---- | ---- | ---- |
| 457  | 436  | 431  | 419  | 443  | 475  | 557  | 587  |

### Manifestations culturelles et festivités
En juillet 2019 et depuis sept années est organisée la fête de la nature.

## Culture locale et patrimoine

### Lieux et monuments
- Église Saint-Martin à Méricourt.
- Église Saint-Pierre à Étinehem.
- Château de Méricourt-sur-Somme.
- Nécropole nationale de la Cote-80.

### Héraldique
| Blason de Étinehem-Méricourt | Blason  | Ecartelé : au 1er d’or aux trois canettes d’argent, becquées et membrées de gueules, au 2e d’azur aux trois épis feuillés et liés d’or, au 3e d’azur au percaud contourné frétillant d’or soutenu de deux avirons d’argent passés en sautoir, la pale en bas, au 4e d’or au cor d’argent. Ornements extérieursCouronne murale : trois tours Décorations : Croix de guerre 1914-1918, Croix de guerre 1939-1945. Devise / CriJe ne compte que les heures claires                                                       |
| Blason de Étinehem-Méricourt | Détails | Le blason ressemble des éléments qui appartiennent au patrimoine naturel ou aux activités du village : la chasse au gibier d'eau (les trois canettes), la pêche à la ligne (le percaud, la perche en picard) et le canotage (les avirons), la chasse au bois (le huchet, ou corne de chasse) et les épis, qui symbolisent l'activité agricole. * Il y a là non-respect de la règle de contrariété des couleurs : ces armes sont fautives (argent sur or). Adopté le 1er janvier 2017. Auteur(s)P. Objois, E. Valentin |